# Sergejs Kožans
Sergejs Kožans (ur. 16 lutego 1986 w Rydze) – były łotewski piłkarz, występował na pozycji obrońcy. Grał w młodzieżowych reprezentacjach Łotwy. Obecnie główny trener Audy Ķekava oraz asystent w drużynie U18 Rigi FC.

## Kariera klubowa

### Lata juniorskie (1995-2004)
W wieku 9 lat rozpoczął treningi w szkółce piłkarskiej “Rīga” u trenera Anatolijsa Čebansa. Później przekształciła się w akademię Skonto, która zaczęła funkcjonować według systemu i standardów wielokrotnego mistrza Łotwy. Pierwszy profesjonalny kontrakt ze Skonto podpisał w 2004 roku.

### Skonto Ryga(2005–2009)
Kožans rozegrał w Virslīdze w barwach Skonto Ryga 51 spotkań, w których zdobył 5 bramek. Występował w tym zespole przez pięć lat.

### Lechia Gdańsk(2009-2012)
W przerwie pomiędzy sezonami 2008/2009 a 2009/2010 działacze Lechii Gdańsk postanowili wzmocnić zespół, jednak w przeciwieństwie do wcześniejszych rozgrywek nie chciano wymienić dużej liczby zawodników, a kupić jedynie kilku piłkarzy na najsłabiej obsadzone pozycje. Dość istotny był także młody wiek poszukiwanych zawodników. Podpisano zatem kontrakty z napastnikiem Ivansem Lukjanovsem ze Skonto Ryga, pomocnikiem Pawłem Nowakiem z Cracovii oraz środkowym obrońcą - Sergejsem Kožansem. Łotysz podpisał 3-letnią umowę. Transfery Kožansa i Lukjanovsa zainicjowały podpisanie umowy o współpracę między Lechią a Skonto w październiku 2009 roku.
Debiut Kožansa w Młodej Ekstraklasie (z Arką Gdynia), skończył się jednak jego kontuzją już w 8. minucie gry, przez co stracił on początek sezonu. Po wyleczeniu urazu, zawodnik wystąpił po raz pierwszy w seniorskiej drużynie Lechii w 11. kolejce Ekstraklasy. Od razu stał się podstawowym obrońcą drużyny, rozgrywając niemal wszystkie mecze do końca rozgrywek (oprócz spotkania 25. kolejki, w którym musiał pauzować ze względu na nadmiar kartek). W sezonie 2009/2010 wystąpił łącznie w 18 meczach ligowych - we wszystkich od pierwszej do ostatniej minuty. Zagrał ponadto w pięciu spotkaniach Pucharu Polski.
W przerwie zimowej sezonu 2010/2011 zawodnik dostał oferę przedłużenia umowy, ale wówczas nie zdecydował się na przyjęcie jej. 23 maja 2012 roku władze Lechii poinformowały, iż klub zdecydował się nie przedłużać wygasającego kontraktu z piłkarzem. Kožans rozegrał w sumie 42 mecze w najwyższej klasie rozgrywkowej, zdobywając jednego gola.

### Ukraina i Białoruś (2012-2013)
W maju 2012, niedługo po odejściu z Lechii Gdańsk, razem z Ivansem Lukjanovsem udał się na testy do ukraińskiego Metałurha Zaporoże. Przez kontuzję Kožans nie zdążył wrócić do optymalnej formy, i w przeciwieństwie do Lukjanovsa nie dostał angażu. Następnie przebywał na testach w białoruskim Dynamie Mińsk, lecz przez osiągnięty już w drużynie limit obcokrajowców nie miałby szans na grę, więc Łotysz pojechał szukać innego klubu.
Aby nie stracić kondycji Kožans po testach w Dynamie odbył kilka sesji treningowych z rezerwami Skonto Ryga. W październiku 2012 jego nowym pracodawcą został inny białoruski klub Szachcior Soligorsk. Ze względu na dobrze obsadzoną pozycję środkowego obrońcy piłkarz nigdy nie doczekał się debiutu w pierwszej drużynie, ma na koncie jedynie występy w rezerwach. 
W lutym 2013 podpisał kontrakt ze Sławiją Mozyrz. Łotysz nie pograł tam jednak długo, bo w lipcu tego samego roku zerwał umowę z białoruskim klubem. Głównym tego powodem było niedotrzymanie warunków umowy przez klub, który wbrew obietnicom mieszkania zakwaterował zawodników w hotelu. Późniejsze wypłaty Kožansa były pomniejszone o kwotę opłaty hotelowej. W barwach Sławiji rozegrał 5 spotkań ligowych.

### Powrót doSkonto,GKS Tychy,FC Šiauliai(2013-2015)
Przed powrotem na Łotwie Sergejs Kožans przebywał na testach w Bogdance Łęczna. Klub jednak nie zagwarantował piłkarzowi lokum, co było dla niego kluczowym warunkiem. W sierpniu 2013 wrócił do Skonto Ryga, gdzie występował przez rok. Klub był coraz bardziej pogrążony w kryzysie finansowo-organizacyjnym, więc w sierpniu 2014 Łotysz przeszedł do GKS-u Tychy. W przeprowadzce do tego zespołu Kožansowi pomagali były prezes Lechii Maciej Turnowiecki oraz były dyrektor generalny klubu Błażej Jenek. W GKS-ie zagrał łącznie 14 spotkań: 11 w lidze i 3 w pucharze. Na początku stycznia 2015 opuścił klub, ponieważ nowy trener Tomasz Hajto nie widział go w swoich planach.
Kolejnym przystankiem w karierze piłkarza był grający w litewskiej A Lydze zespół FC Šiauliai. Pod koniec stycznia 2015 roku podpisał kontrakt, który został zerwany przez zawodnika w czerwcu tego samego roku. W lidze litewskiej obrońca wystąpił w 7 ligowych meczach.

### Bytovia Bytów(2015)
Po grze na Litwie Kožans skontaktował się z trenerem Tomaszem Kafarskim, którego znał z czasów Lechii Gdańsk. Kafarski w tamtym czasie prowadził Bytovię, i zgodził się zaoferować Sergejsowi rolę rezerwowego obrońcy w zespole. Zimą zawodnik odszedł z Bytovii na własne życzenie z powodu problemów rodzinnych. W I lidze rozegrał 4 spotkania ligowe, a w ostatnim z nich przeciwko MKS-owi Kluczbork został ukarany czerwoną kartką.

### Powrót na Łotwę:Spartaks JurmałaiRiga FC(2016)
Zmęczony zagranicznymi podróżami Kožans postanowił znaleźć klub bliżej domu. Przez pierwszą połowę sezonu 2016 reprezentował barwy Spartaksa Jurmała. We wrześniu tego samego roku syn Sergejsa zaczynał naukę w 1. klasie szkoły podstawowej, więc zawodnik poprosił o zgodę na odejście do klubu z Rygi. W pucharze i lidze rozegrał łącznie 11 spotkań i zdobył asystę. Pod koniec czerwca 2016 związał się z Rigą FC. Tam rozegrał tylko 2 spotkania, potem na treningu zerwał więzadło krzyżowe, rehabilitował się w Moskwie.

### Koniec kariery, grający trener (2017)
Po wyleczeniu kontuzji Sergejs planował powrót na boisko, ale w międzyczasie rozpoczął też kursy trenerskie na licencję UEFA B. Od klubu dostał ofertę pracy jako grający trener rezerw. Piłkarz przystał na tę propozycję i został asystentem Mihailsa Koņevsa.

## Kariera reprezentacyjna
Kožans wystąpił w siedmiu spotkaniach w młodzieżowych reprezentacjach Łotwy - 3 razy w kadrze U-17 i 6 razy w reprezentacji U-21. W trakcie gry dla Lechii Gdańsk był obserwowany przez trenera reprezentacji Łotwy, ale nigdy w niej nie zadebiutował.

## Styl gry
Kožans jest środkowym obrońcą, ale mimo tego czasem podłącza się do akcji ofensywnych zespołu. Jest zawodnikiem o dość stabilnej formie i grze, przez co popełnia mało błędów. Gra bardzo spokojnie, twardo, dzięki czemu jest bardzo trudny do przejścia przez rywali. Często jednak bywa za to upominany kartkami oraz powoduje stałe fragmenty gry w pobliżu bramki. Dobrą stroną Łotysza jest również gra głową i współpraca z pozostałymi obrońcami.

## Kariera trenerska
W 2017 rozpoczął pracę jako grający trener rezerw Rigi FC. Później objął także funkcję trenera klubowej drużyny U18. Od marca 2020 łączy tę funkcję z obowiązkami głównego trenera w grającego na drugim poziomie rozgrywek klubu FK Auda.
Uczestnik kursów na licencję UEFA Pro.

## Życie prywatne
Żonaty, ma dwójkę dzieci: syna w wieku 11 lat, oraz 2,5-roczną córkę. Syn amatorsko trenuje siatkówkę. Z kolei rodzice piłkarza pochodzą z Białorusi, oboje poznali się w Rydze. Pierwszym językiem Kožansa jest rosyjski, mówi także po łotewsku, polsku i angielsku. Razem z rodziną mieszka w stolicy Łotwy.

## Ciekawostki
- Ojcem chrzestnym córki Sergejsa jest Ivans Lukjanovs[1].
- Jednym z nawyków Kožansa jako piłkarza było niegolenie się przed meczem. Drugi przesąd pojawił się jeszcze za czasów gry w Lechii Gdańsk. Pewnego razu obrońca w dniu meczowym wyszedł wyrzucić śmieci. Następnie na boisku nie poszło mu najlepiej. Od tamtego czasu wzbraniał się przed opróżnieniem kosza na śmieci przed spotkaniem, i do tego samego namawiał innych zawodników[2].